# Flirey
Flirey är en kommun i departementet Meurthe-et-Moselle i regionen Grand Est (tidigare regionen Lorraine) i nordöstra Frankrike. Kommunen ligger i kantonen Thiaucourt-Regniéville som tillhör arrondissementet Toul. År 2022 hade Flirey 163 invånare.

## Befolkningsutveckling
Antalet invånare i kommunen Flirey
| Referens: INSEE |